# Ponorková základna Keroman
Ponorková základna Keroman byla základna pro německé U-booty nacházející se ve francouzském Lorientu během druhé světové války. Nyní slouží jako muzeum.

## Historie
Velkoadmirál Karl Dönitz rozhodl o vybudování základny 28. června 1940. Od února 1941 do ledna 1942 byly postaveny tři gigantické železobetonové konstrukce na poloostrově Keroman. Jmenují se K1, K2 a K3. V roce 1944 byly zahájeny práce na čtvrté stavbě. Základna byla schopna pojmout do krytu třicet ponorek. I když byl Lorient těžce poškozen spojeneckými nálety, námořní základna přežila až do konce války.
Protože Spojenci nemohli zničit ani základnu, ani ponorky, rozhodli se zničit město a přístav Lorient, aby zabránili zásobování základny. Bez doplňování paliva, zbraní (např. torpéd) a proviantu se stal pro U-boaty nemožný návrat k válečnému hlídkování v Atlantském Oceánu. Mezi 14. lednem 1943 a 17. únorem 1943 spojenecká letadla shodila 500 vysoce výbušných bomb a více než 60 000 zápalných bomb na Lorient; téměř 90% města bylo srovnáno se zemí.
Po válce byla základna využívána francouzským námořnictvem až do roku 1997.

## Současnost
V současné době je základna Keroman otevřena pro veřejnost. Součástí prohlídky je i ponorkový blok K3. Jeho střecha (železobetonová, silná od 3,4 m do 7 m) je také přístupná, stejně jako bývalé protiletadlové věže na vrcholu základny. Věž nabízí výhled na přístav a bývalé sídlo velkoadmirála Karla Dönitze (Kriegsmarine) přes záliv na Larmor-Plage. Je možné také navštívit ponorku Flore (S645) (třída Daphné), která byla spuštěna v roce 1961.

## Galerie

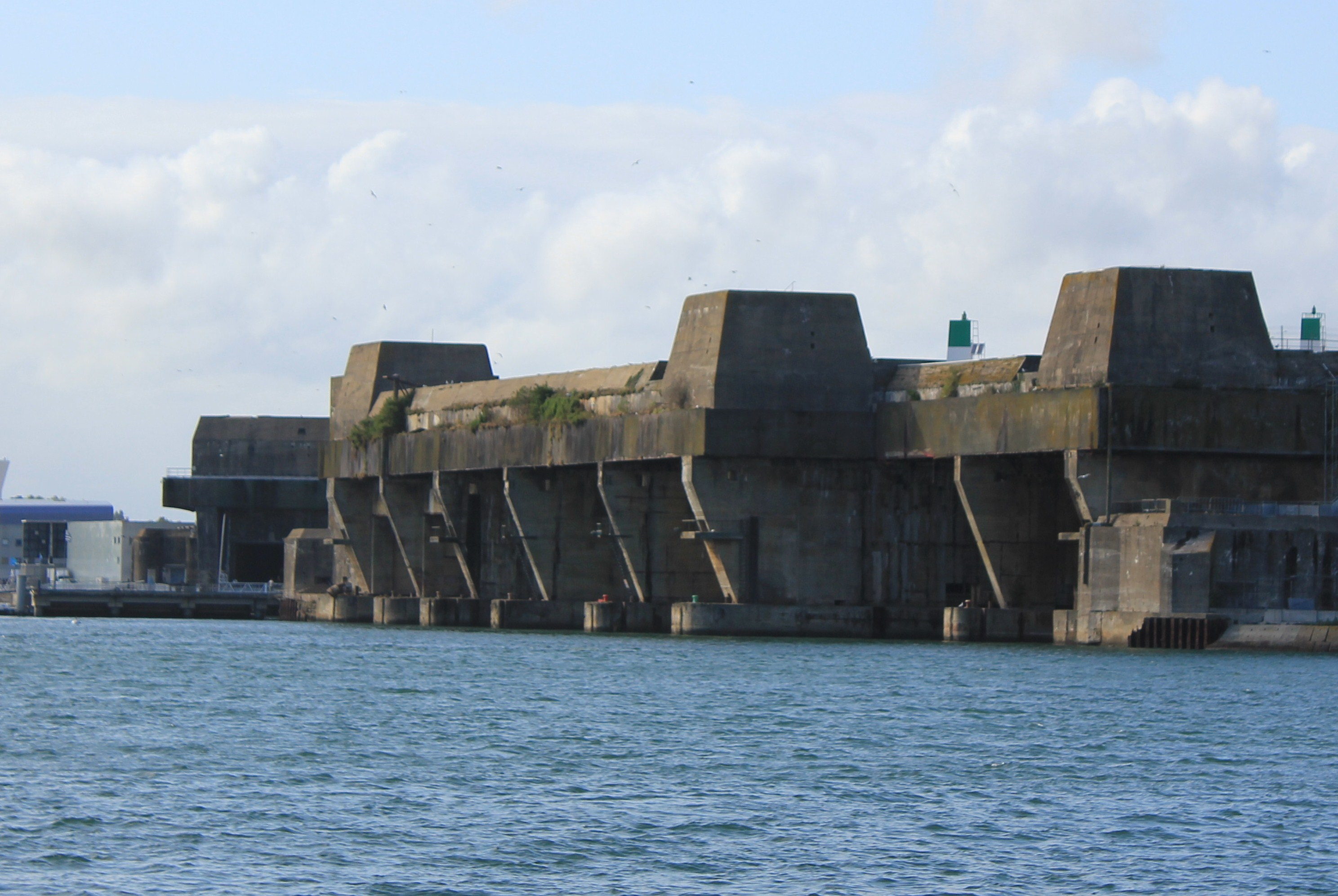
Keroman I a Keroman III od moře
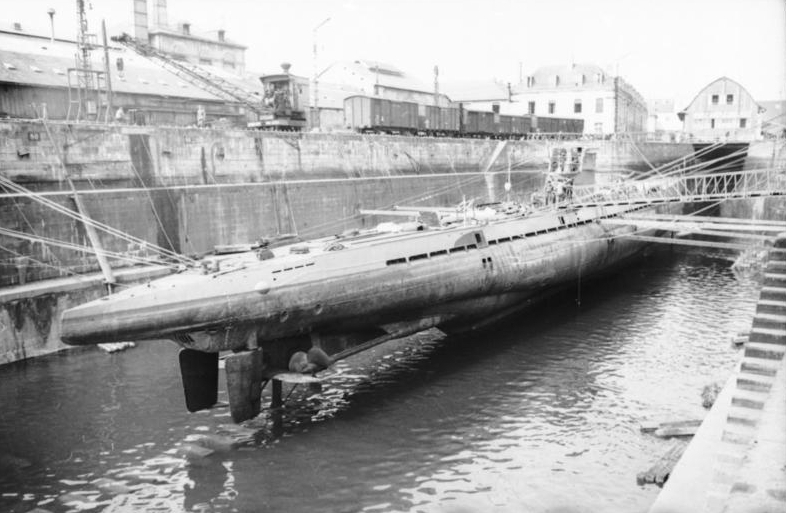
suchý dok na U-37 v roce 1940
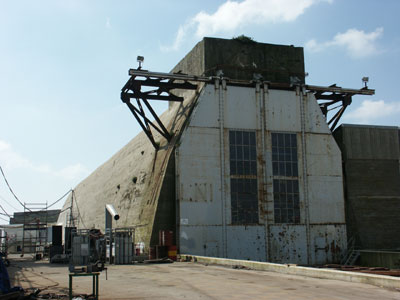
druhý Dom-Bunkr
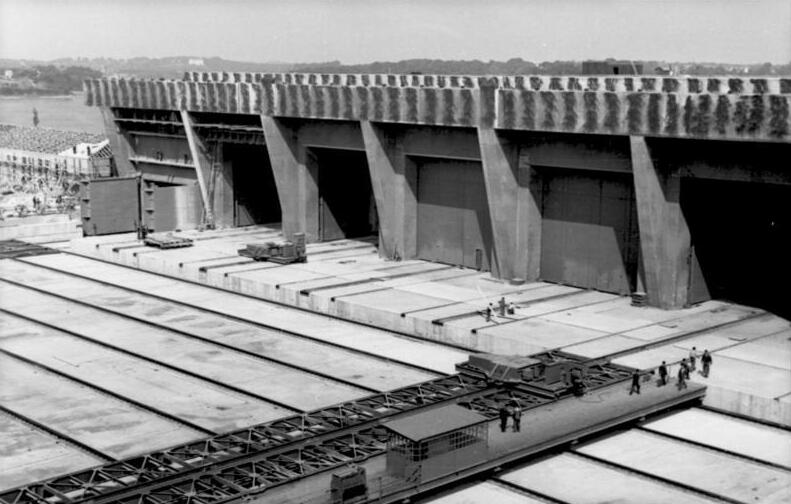
Přeprava mezi Keroman I a Keroman II.
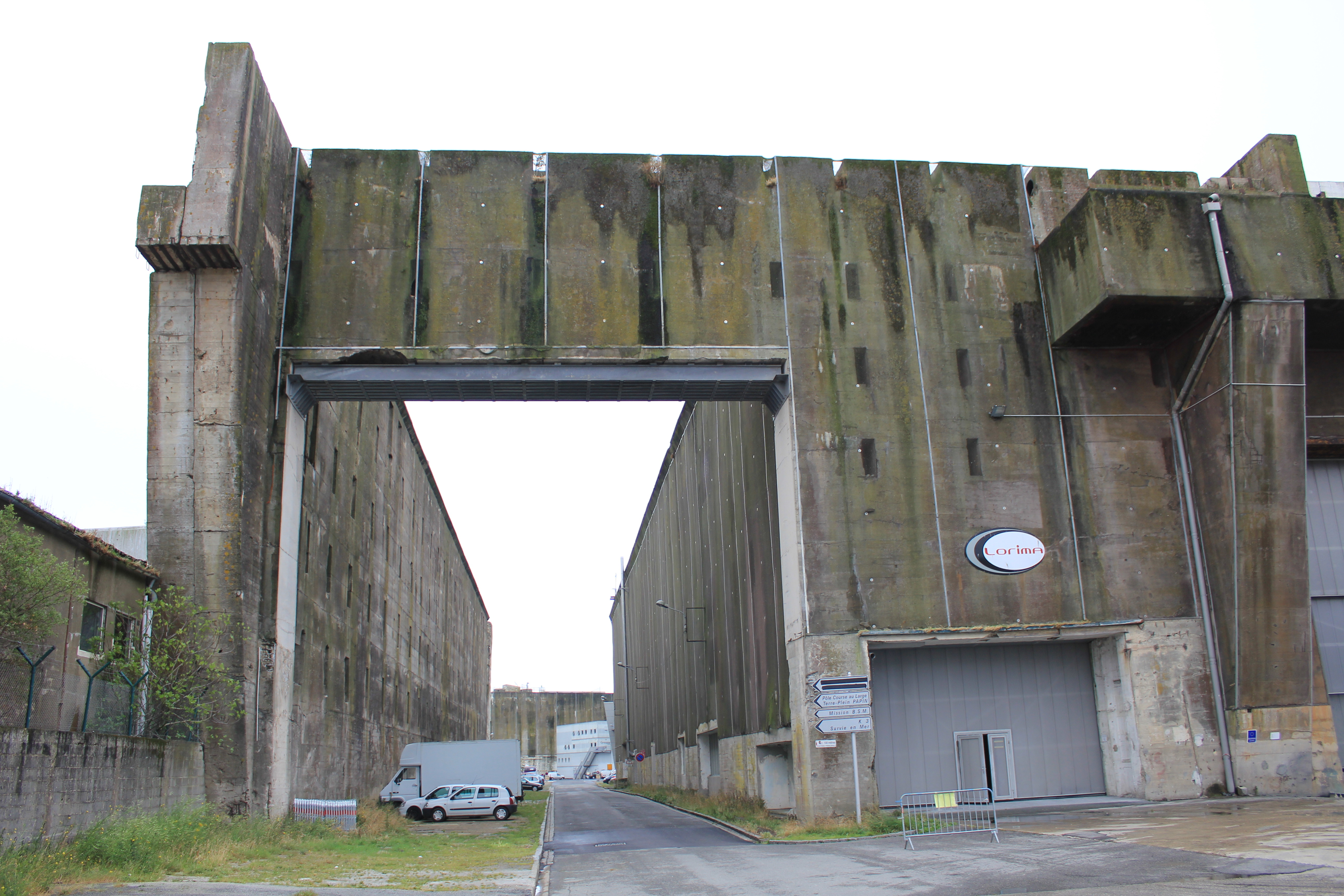
vlevo stěna Keroman IV
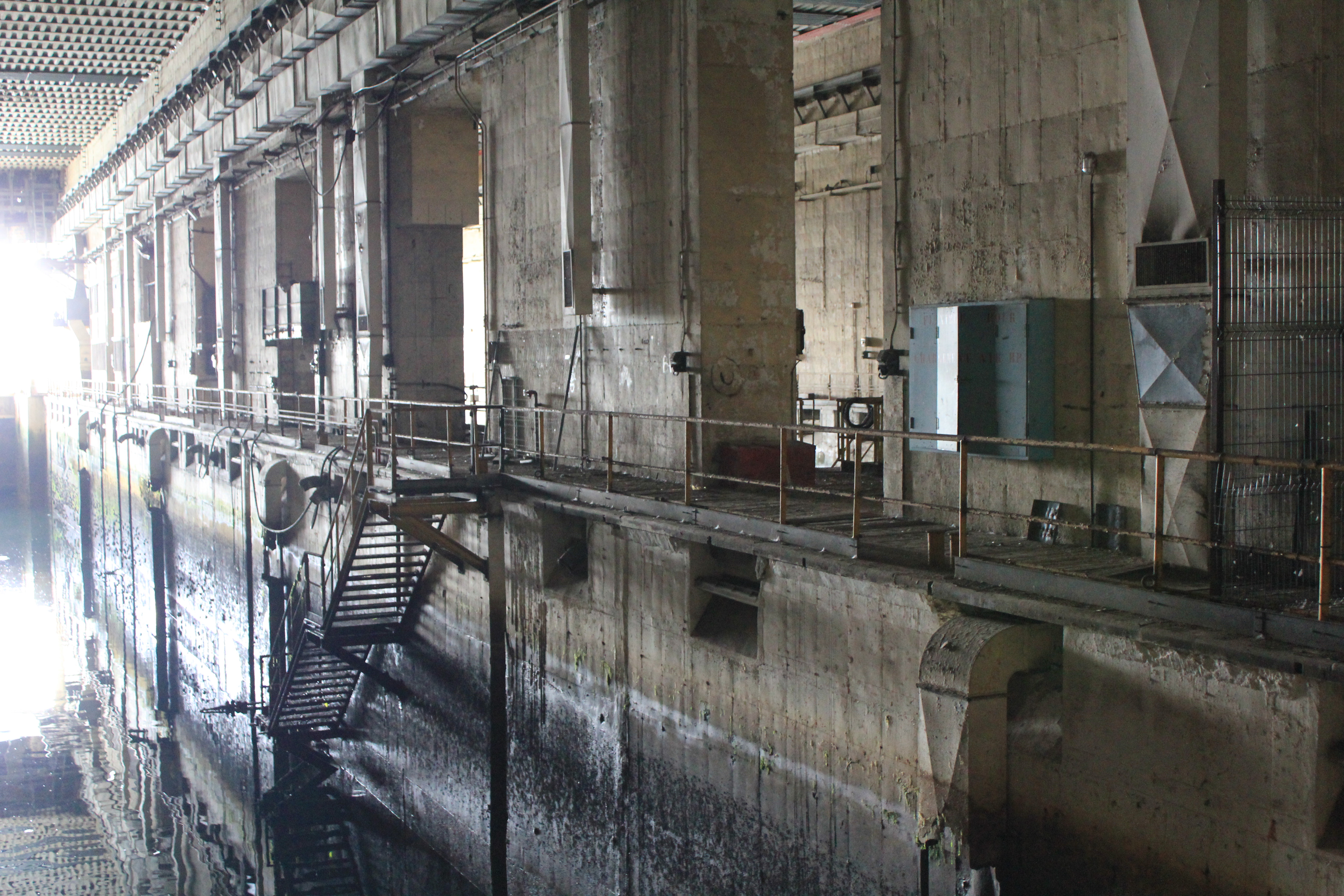
uvnitř doku v Keroman III
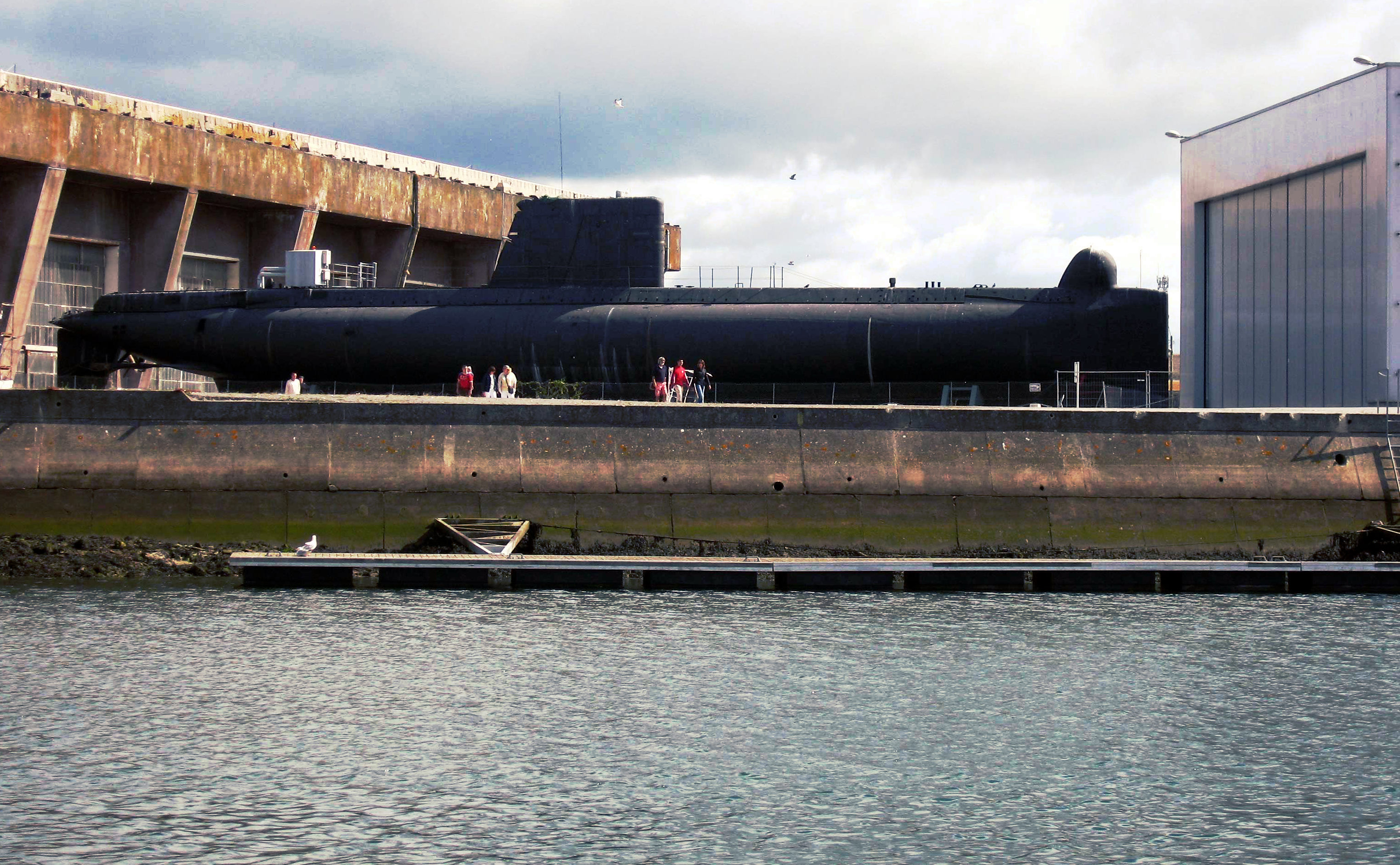
ponorka Flore (S645) vystavená v muzeu
Keroman I a II
Keroman III